# Richard Schardt
Richard Schardt  (* 11. Februar 1930 in Frickhofen; † 4. Januar 2015 in Darmstadt) war ein deutscher Bauingenieur (Stahlbau) und Professor für Baustatik an der TU Darmstadt.

## Leben
Schardt studierte nach dem Abitur in Hadamar ab 1949 Bauingenieurwesen an der TH Darmstadt mit der Vertiefungsrichtung Stahlbau bei Kurt Klöppel. Er war danach in der Stahlbaufirma Donges in Darmstadt und wurde 1956 von Klöppel für einen Forschungsauftrag über Biegeknickdrillen dünnwandiger prismatischer Stäbe an die TH Darmstadt zurückgeholt. 1962 wurde er promoviert. Er war Assistent und ab 1966 Dozent am Lehrstuhl und hielt Vorlesungen über Statik. Neben theoretischer Arbeit war er unter Klöppel auch gutachterlich tätig und führte Experimente aus (zum Beispiel zur Tragfähigkeit von Strommasten). Zu seinen Projekten gehörte unter anderem die Berechnung der Kuppel des deutschen Pavillons der Weltausstellung 1970 in Osaka, der Bau von zwei Hangare für Großflugzeuge, die Begutachtung der Sicherheit des Reaktordruckbehälters in Gundremmingen, die Nachrechnung der Mainbrücke Schwanheim (einschließlich Montagezustände im Freivorbau). Letzteres führte zur Entwicklung seiner verallgemeinerten technischen Biegetheorie in seiner Habilitation 1965 in Statik und Stahlbau. Von 1970 bis zur Emeritierung 1995 war er ordentlicher Professor für Baustatik in Darmstadt.
Er entwickelte eine verallgemeinerte technische Biegetheorie (VTB) und vertrat diese mehrere Jahrzehnte.
Er war im Unterausschuss TC7 (dünnwandige Strukturen) der ECCS (European Convention for Constructional Steelwork).

## Schriften
- Verallgemeinerte Technische Biegetheorie. Springer-Verlag, 1989.